# Vịnh Suez
Đầu phía bắc của Biển Đỏ chia thành hai nhánh bởi Bán đảo Sinai, tạo thành Vịnh Suez (tiếng Ả Rập: خليج السويس; latin hóa: Khalīǧ as-Suwais) ở phía tây và Vịnh Aqaba ở phía đông. Vịnh Suez được hình thành trong một "lũng hẹp dài" (rift) tương đối còn mới, nhưng nay không còn hoạt động gọi là "Lũng hẹp vịnh Suez" (Gulf of Suez Rift), cách đây khoảng 28 triệu năm.
Vịnh Suez trải dài khoảng 300 km về phía bắc hơi chệch phía tây bắc, chấm dứt ở thành phố Suez của Ai Cập và lối vào Kênh Suez. Dọc theo đường giữa vịnh này là ranh giới giữa 2 lục địa châu Phi và châu Á. Lối vào vịnh Suez nằm ở đỉnh của mỏ dầu và khí đốt Gemsa.
Vịnh Suez choán nhánh tây bắc của Biển Đỏ giữa lục địa châu Phi (phía tây) và bán đảo Sinai (phía đông) của Ai Cập. Đây là nhánh thứ của nơi gặp nhau của hệ lũng hẹp ba nhánh. Nhánh thứ hai của hệ nối 3 lũng này là Vịnh Aqaba.
Chiều dài của vịnh, từ cửa vào ở Eo biển Jubal tới đầu cuối ở thành phố Suez, là 314 km, và chiều rộng từ 19 tới 32 km.